# Шань-жуны
Шань-жуны (кит. 山戎) — древнемонгольское племя, одно из ответвлений жунов. Проживали вдоль северных границ китайских царств, занимая территории современной провинции Хэбэй.

## История
Сыма Цянь, автор «Ши цзи», приводит следующие сведения: «Еще до времен государей Тхан (Тан Яо) и Юй (Юй Шунь) находились поколения Шаньжун, Хянь-юнь и Хунь-юй». Таким образом, Сыма Цянь самую раннюю историю шань-жунов и их предков связывал с периодом правления «Пяти Древних Императоров».
В китайском тексте слово «поколения» отсутствует, а комментаторы приводят пояснения для Шаньжун:

Чжэн-и: По «Цзочжуань», в 30 г. [князя] Чжуан циские жители воевали против Шаньжун. Ду Юй говорит: «Шаньжун, Бэйжун, Учжун, — это три имени [жунов]. В «Тодичжи» говорится: «Ючжоуский уезд Юйянсянь первоначально государство, владение сынов Бэйжуна и Учжуна».
Согласно «Ши цзи», до Тана и Юя племена шаньжунов, сяньюней и хуньюев жили на землях северных варваров и вслед за пасущимся скотом кочевали с места на место. «Из домашнего скота более содержат лошадей, крупный и мелкий рогатый скот; частью разводят верблюдов, ослов, лошаков и лошадей лучших пород». «В поисках воды и травы [они] переходят с места на место, и хотя у них нет городов, обнесенных внутренними и наружными стенами, нет постоянного местожительства и они не занимаются обработкой полей, тем не менее каждый тоже имеет выделенный участок земли». «По существующим среди них обычаям, в мирное время они следуют за скотом и одновременно охотятся на птиц и зверей, поддерживая таким образом свое существование, а в тревожные годы каждый обучается военному делу для совершения нападений. Таковы их врожденные свойства».
В «Ши цзи» также имеются сведения о военных походах шань-жунов на китайские царства. Через шестьдесят пять лет после похода циньского Сян-гуна на цюаньжунов «шаньжуны прошли через [царство] Янь и напали на [царство] Ци. Ли-гун, правитель Ци, вступил с ними в сражение в предместьях столицы Ци. Через сорок четыре года шаньжуны напали на [царство] Янь. [Правитель] Янь обратился за помощью к [царству] Ци. Хуань-гун, правитель Ци, выступил на север против шаньжунов, и они ушли».

## Этническая принадлежность
А. С. Шабалов в отношении как древних жунов, так и собственно шань-жунов придерживается мнения, что данные народы были монголоязычны. Согласно Д. Д. Дондоковой, жуны делились на цюань-жунов и шань-жунов. Шань-жуны ею названы предками дун-ху, несомненно, генетически связанными с монгольской этнической общностью. По Л. Н. Гумилёву, шаньжуны (горные жуны) — самое восточное племя жунов, обитавшее на склонах Хингана и Иньшаня. Шаньжуны слились частью с восточными монголами — дунху, частью — с хуннами. Не менее интенсивно сливались они с китайцами, а на западе — с тибетцами.
Согласно Н. Я. Бичурину, шань-жуны — название монгольского поколения, до II в. до н. э. обитавшего на землях, занимаемых ныне аймаками аохань, наймань и корцинь во Внутренней Монголии. Янь Шы-гу, живший в VII веке, писал, что поколения шань-жунов и дун-ху были предками древних монголов ухуаньцев и сяньби.  Л. Л. Викторова в числе племён и народов, генетически связанных с монголами, упоминает цюань-жунов, шань-жунов, бэйди и дунху.
Согласно китайским текстам «Юань-цзянь-лэй-хань» и «Сюй-Вэнь-сянь-тун-каом», урянхайцы являются потомками и преемниками древних шань-жун и позднейших хи (кумохи), занимая те же земли, как и их предшественники и предки. Улянха — собственно (первоначально) земля шань-жун (горных жунов) времени Чунь-цю; династия Хань сделала её владением главы (народа) хи, который при династии Хоу-Вэй, назывался кумохи. Впоследствии народ кумохи подчинился киданям.
Сыма Цянь отождествляет хуннов с шань-жунами. Жунов и ди (бэйди) шанцы и чжоусцы называли общим именем жунди, а также гуйфан, хуньи, цюаньи, цюаньжун, сюньюй, сяньюн. После периода Чжаньго их также называли ху и сюнну (хунну). 
Ван Го-вэй на основе анализа надписей на бронзе, а также структуры иероглифов, в результате фонетических изысканий и сопоставления полученных данных с материалами различных источников пришел к выводу, что встречающиеся в источниках племенные названия гуйфан, хуньи, сюньюй, сяньюнь, жун, ди (бэйди) и ху обозначали один и тот же народ, вошедший позднее в историю под именем сюнну. Достаточно убедительно разработанная теория Ван Го-вэя нашла сторонников среди большинства китайских историков. Таким образом, сюнну были издавна известны в Китае под paзличными названиями. На стыке династий Шан и Чжоу они носили названия: гуйфан, хуньи или сюньюй, при династии Чжоу — сяньюнь, в начале периода Чуньцю — жун, а затем ди. Начиная с периода Чжань-го их называли ху или сюнну.
В дальнейшем ряд исследователей также поддержали данную теорию, считая, что племена, входившие в общность сяньюнь, чуньвэй (шуньвэй), хуньи, цюаньи, сюньюй, жун, шань-жун, цюань-жун, гуйфан, бэйди (ди), представляли собой предков хунну. Согласно Н. Я. Бичурину, хуньюй, хяньюнь и хунну — три разные названия одному и тому же народу, известному ныне под названием монголов.
Тюркская теория происхождения хунну является на данный момент одной из самых популярных в мировом научном сообществе. В число сторонников тюркской теории происхождения хуннов входят Э. Паркер, Жан-Пьер Абель-Ремюза, Ю. Клапорт, Г. Рамстедт, Аннемари фон Габайн, О. Прицак и другие. Известный тюрколог С. Г. Кляшторный считал хунну преимущественно тюркоязычными племенами.